# زمانی دراز رفته
«زمانی دراز رفته» (به انگلیسی: Long Time Gone) تک‌آهنگی از دیکسی چیکس است که در سال ۲۰۰۲ میلادی منتشر شد.
این تک‌آهنگ در چارت‌های، جزو ده ترانه اول قرار گرفت.